# Helene Glatzer
Helene Glatzer (* 8. Februar 1902 in Rixdorf; † 31. Januar 1935 in Halle (Saale)) war eine kommunistische Widerstandskämpferin.

## Leben

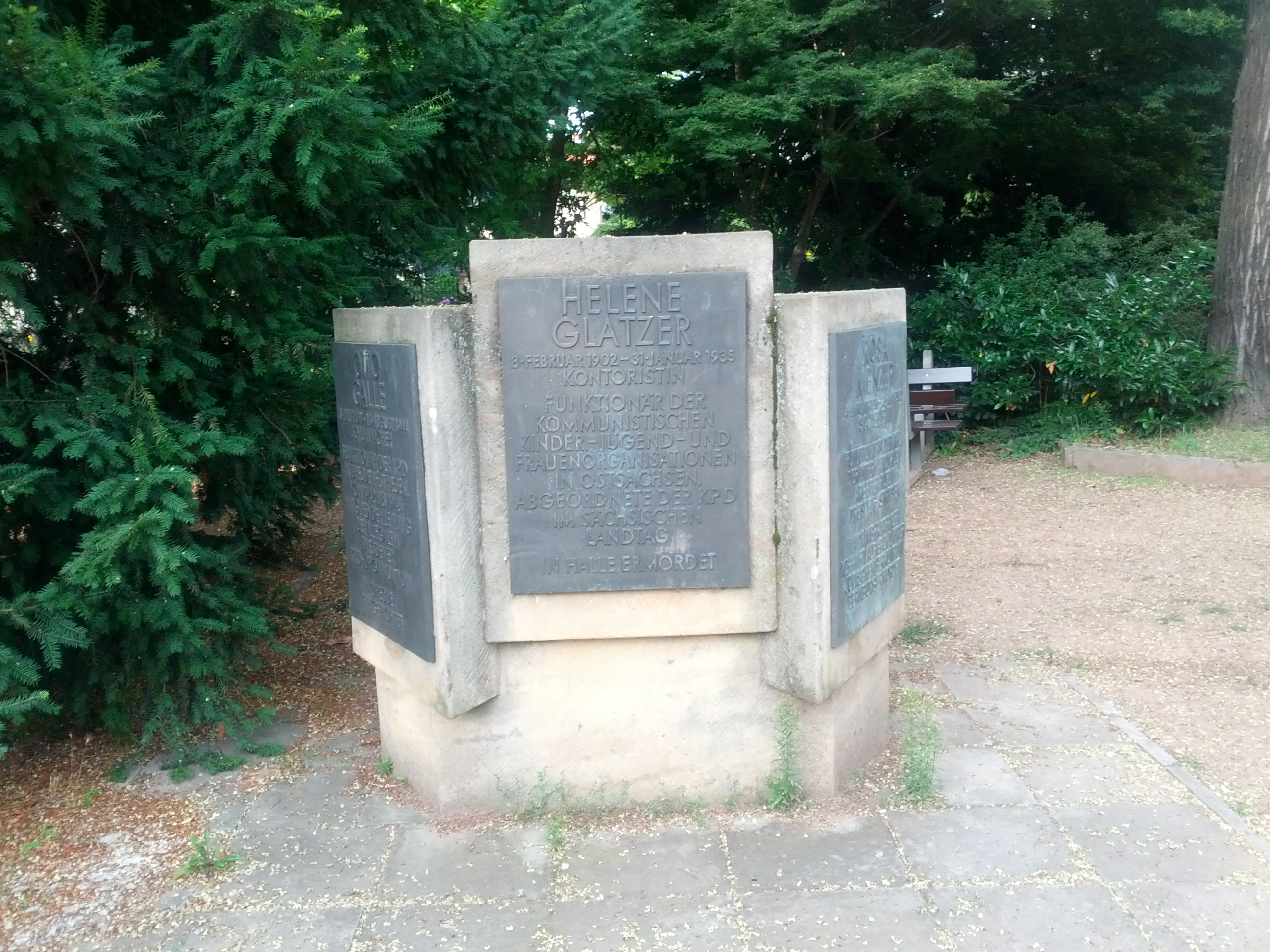
Denkmal für Helene Glatzer, Rosa Menzer und Otto Galle am Barbarossaplatz in Dresden

Glatzer wuchs in Weinböhla auf und absolvierte eine Ausbildung an der Handelsschule Coswig, danach war sie Kontoristin in Dresden. 1916 wurde sie Mitglied der sozialdemokratischen Zentralstelle für die arbeitende Jugend, 1919 in der USPD und der Freien Sozialistischen Jugend (FSJ). 1921 trat sie in die Kommunistische Jugend ein. Glatzer vertrat den entstandenen Unterbezirk in der erweiterten Bezirksleitung Ostsachsens der KJ Deutschland.
1922 war sie führend beim Aufbau einer Kindergruppe in Weinböhla beteiligt und trat in die KPD ein. Sie organisierte den Aufbau und die Leitung des Roten Frauen und Mädchenbundes im Bezirk Ostsachsen zusammen mit Olga Körner und wurde Mitarbeiterin der Frauenabteilung der Bezirksleitung der KPD. Von 1929 bis 1930 gehörte sie als Abgeordnete der KPD dem Sächsischen Landtag an. 1929 war sie in der Frauenabteilung der KPD-Bezirksleitung tätig, zusammen mit Elsa Frölich und Olga Körner.
1930 wurde sie nach Moskau delegiert, um im Büro der Komintern mitzuarbeiten und an der Lenin-Schule zu studieren. Sie heiratete den Arzt Maxim Tschalewitschow. Im Sommer 1934 kehrte sie nach Deutschland zurück. Seit August 1934 setzte sie sich in der illegalen KPD-Bezirksleitung Halle-Merseburg ein (Deckname: Erna Schneider). Am 26. Januar 1935 wurde sie von der Gestapo in Halle festgenommen. Nach schweren Misshandlungen wurde Helene Glatzer am 31. Januar 1935 im Polizeigefängnis von Halle ermordet.

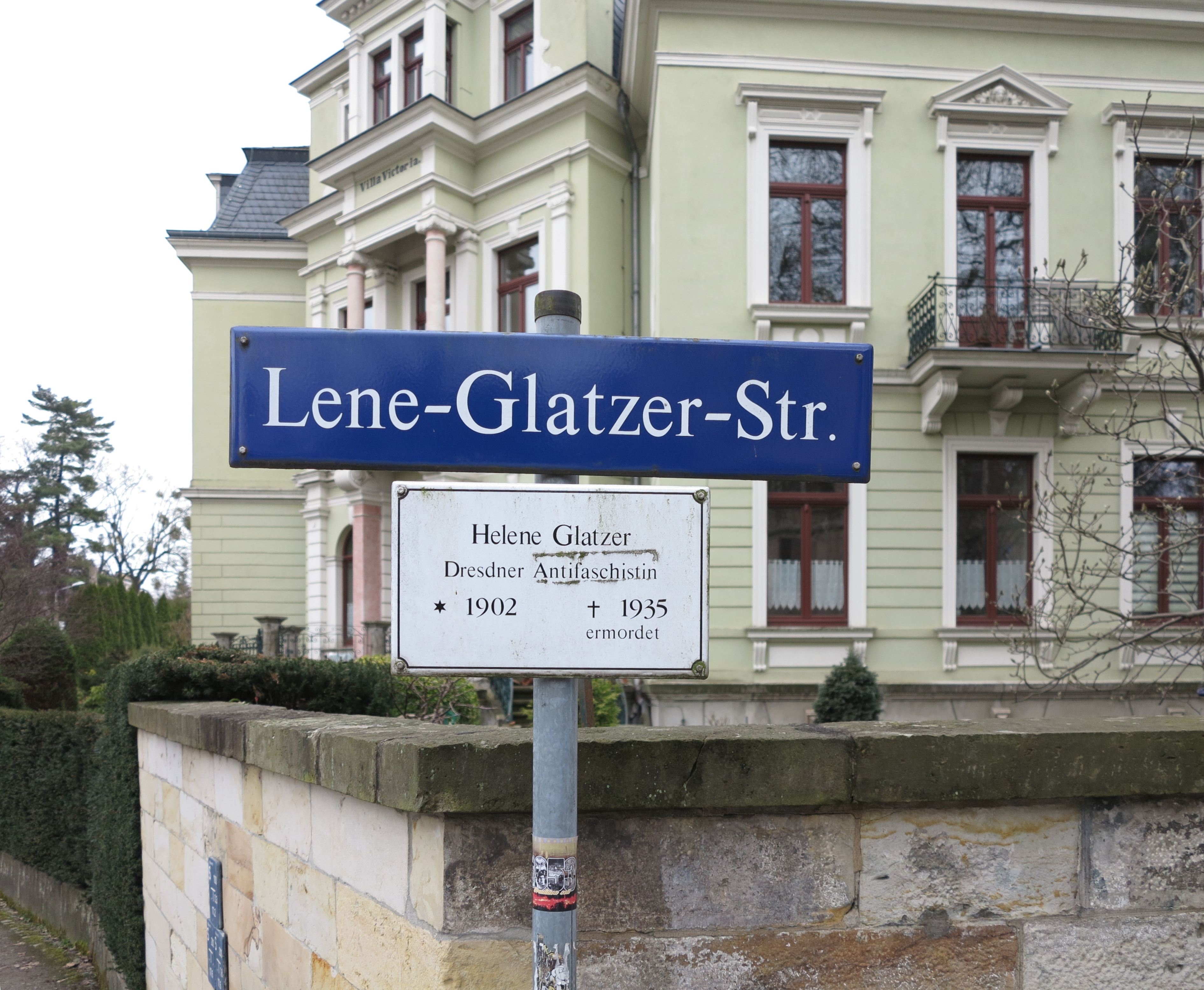
Lene-Glatzer-Str. Dresden

Seit 1945 ist in Dresden-Striesen die ehemalige Barbarossa-Straße nach ihr benannt (Lene-Glatzer-Straße). 